# Donmatías
Donmatías, es un municipio colombiano ubicado en el departamento de Antioquia. Limita por el norte con el municipio de Santa Rosa de Osos, por el este con los municipios de Santa Rosa de Osos y Santo Domingo, por el sur con el municipio de Barbosa, y por el oeste con el municipio de San Pedro de los Milagros.

## Historia
Desde 1601 el territorio de Donmatías fue ocupado por los colonos provenientes de la ciudad de Santa Fe de Antioquia. Para 1750 empezaron a poblarse los lugares llamados San Andres, Las Ánimas, Las Juntas, La Chorrera y lo que forma hoy el casco urbano de la población.
Esta ocupación fue el resultado de nuevas políticas de gobierno de la corona Borbon, que el visitador Mon y Velarde aplicó en Quianti, buscando el establecimiento de colonias agrícolas en el norte de la provincia. Quienes ocuparon el actual territorio de Donmatías fueron básicamente  mineros independientes, a quienes se les concedió el título de sus parcelas.
Tres nombres ha llevado el municipio: Atuero, San Antonino del Infante y Donmatías. Este último, Donmatías, lo recibió en el año 1787 por Don Matías Jaramillo, un hombre que poseía un rico establecimiento minero en la zona donde se encuentra hoy la iglesia de esta población. A través de los años, el municipio y sus alrededores, fue cambiando los ingresos mineros por una economía diversificada, siendo la ganadería el punto de lanza de los campesinos y los pobladores. Ya para inicios del siglo XX, una agricultura incipiente y una ganadería más desarrollada dio origen a varios intentos por industrializar la producción lechera, sin ningún resultado, pues era tanta la producción, que los excedentes eran sencillamente botados por los desagües, o como alimento para los marranos, pues no había como aprovecharlos. El 24 de junio de 1964, el médico caucano Rafael Cerón Escobar reunió a varios campesinos  de la región y expuso su idea de crear una cooperativa lechera que diera ese impulso que necesitaban, y se fundó Colechera, que con los años cambió su nombre por Colanta, la cual dio trabajo a los campesinos e impulso y desarrollo la ganadería en toda la región. Hoy Colanta es la empresa cooperativa lechera más grande del país.
En los años 60 también, y gracias a la descentralización de las industrias manufactureras de la ciudad de Medellín, se dio inicio a la industria de la confección en el municipio, empezando con unas pocas máquinas, y logrando un desarrollo vertiginoso, cuando llegó al municipio de Donmatías la empresa Industrial del vestido, que le confeccionaba casi exclusivamente a una empresa de nombre Caribe. Es así como la comunidad encontró una fuente de empleo, dado que el municipio para aquellos años era básicamente ganadero y agrícola.
Una década más tarde empezaron a surgir fábricas de confección, donde aquellos trabajadores de la empresa industrial del vestido, después de haber aprendido el oficio decidieron fundar sus propias y pequeñas industrias, convirtiéndose en excelentes maquinadores. Hoy Donmatías cuenta con gran reconocimiento nacional e internacional
Es un municipio de clima frío, reconocido de manera internacional por su industria de maquila y marcas propias que hacen de la confección su primer renglón económico. Su templo es majestuoso y su paisaje verde transmite una sensación apacible. Es de gran atracción por la represa Riogrande II.
osee un corregimiento, Bellavista, y 16 veredas, entre las cuales destacamos Las Ánimas, Romazón, Frisolera, Iborra, Pan de Azúcar, Miraflores, Pradera, Santa Ana y Montera. 

## Generalidades
Don Matías dista 49 kilómetros de la ciudad de Medellín, capital del Departamento de Antioquia, y posee una extensión de 181 kilómetros cuadrados.
A Donmatías se le llama en las regiones antioqueñas "La Roma Paisa", "La Suiza Paisa", "La Ciudad Levítica de Colombia" y "Fortín Lechero".
Se comunica por carretera con las poblaciones de Girardota, Medellín, Yarumal, Barbosa, Entrerríos y Santa Rosa de Osos. 

## División Político-Administrativa
Además de su Cabecera municipal. Donmatías tiene bajo su jurisdicción el siguiente corregimiento (de acuerdo a la Gerencia departamental):
| Corregimiento | Centros Poblados                     | Veredas                             |
| Bellavista    | - Arenales - Bellavista - La Pradera | La Frisolera, Riogrande Bellavista. |

## Demografía
Población Total: 18 902 hab. (2018)
- Población Urbana: 12 081
- Población Rural: 6 821

Alfabetismo: 91.3% (2005)
- Zona urbana: 94.3%
- Zona rural: 85.8%

Según las cifras de la Gobernación de Antioquia basadas en la encuesta de Calidad de Vida 2004 el estrato socioeconómico predominante en el municipio de Donmatías es el 2 (bajo) con el 70.9% del total de viviendas. Le sigue el estrato 3 (medio-bajo) con un 23.3%. Después esta el estrato 1 (bajo-bajo) con 4.4%. Por último se encuentra el 4 (medio) con 1.4%.

### Etnografía
Según las cifras presentadas por el DANE del censo 2005, la composición etnográfica del municipio es: 
- Mestizos & Blancos (99,7%)
- Afrocolombianos (0,2%)
- Indígenas (0,1%)

## Economía
- Ganadería: Ganado de Leche, Porcinos
- Industria: Confecciones
- Maderas.

Don Matías basa su economía en la industria de los Textiles y Confecciones, en el Ganado de Leche y el ganado Porcino, y en la industria de las Maderas.

## Fiestas
- Fiesta de San Isidro, segundo puente de junio
- Feria de la Confección, puente de octubre
- Festiva  de la Trova, puente de octubre
- Semana Santa, sin fecha fija en el mes de marzo o principios de abril
- Fiesta del Retorno en el corregimiento Bellavista
- Fiestas Patronales de Nuestra Señora del Rosario
- Fiestas de la Confección y la Cultura. Esta es la fiesta o celebración más reconocida del municipio.
- Semana de la juventud , en el mes de agosto

## Sitios de interés y destinos ecológicos

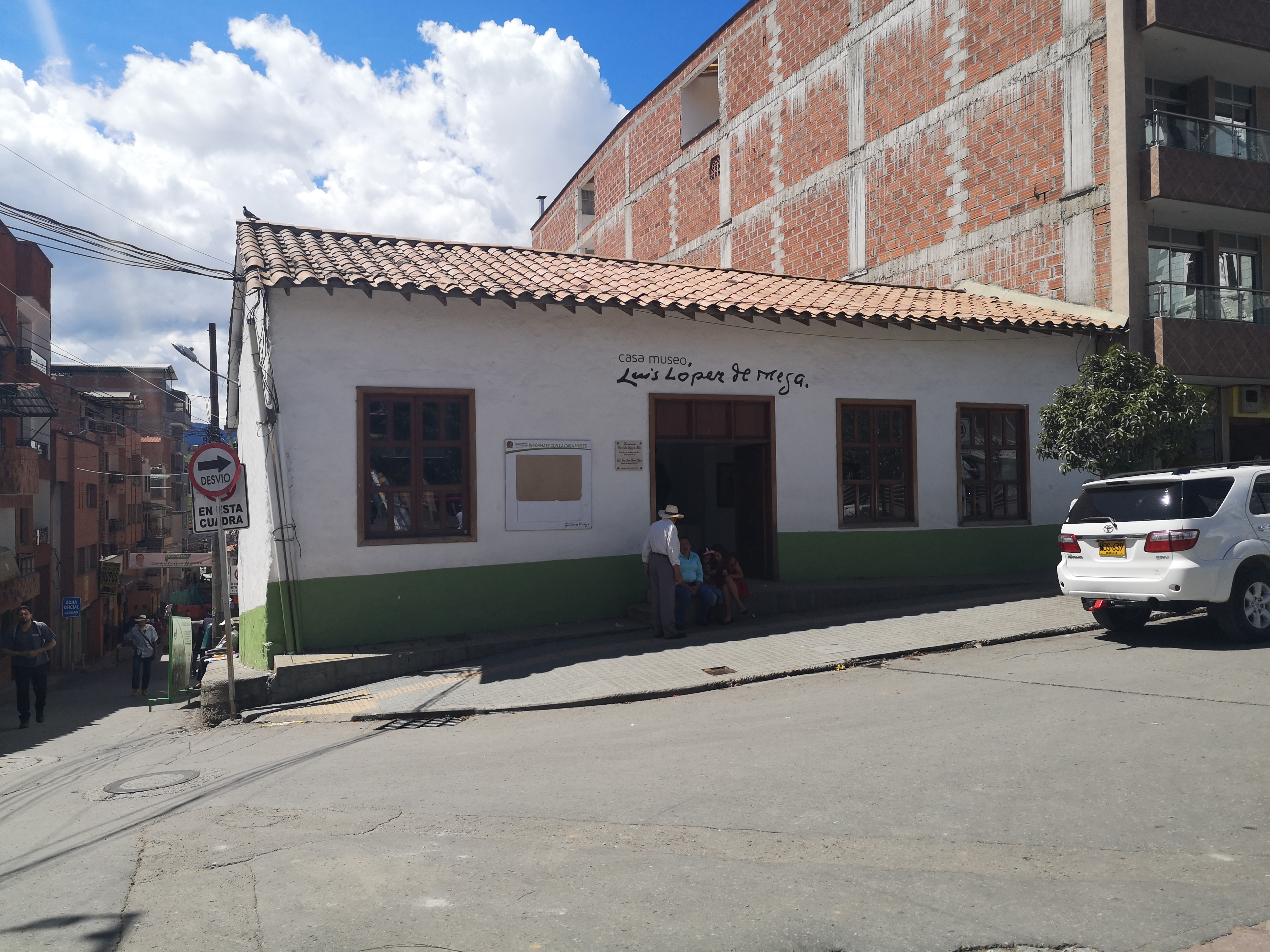
La Casa Museo Luis López de Mesa, en Donmatías.

- Iglesia de Nuestra Señora del Rosario. Su construcción comenzó en 1926 y fue totalmente terminada a finales de la década de los setenta del siglo XX
- Puentes de Bolívar o los Leones, Santander y Zea, construidos a principios del siglo XIX, El puente de Bolívar es símbolo del municipio y lugar de encuentro de los donmatieños
- Cuevas de excavación minera, ubicadas en la vereda Romazón.
- Represa Riogrande II
- Cerro Cristo Rey. El Cristo Rey se encuentra sobre el cerro, al final de un sendero de 250 escalinatas
- Trapiches Paneleros
- Reserva Natural Chupadero Los Salados. En la vereda Colón, el lugar se adecuó como reserva natural para dar refugio a especies de flora y fauna en riesgo de extinción y puede ser visitado por los turistas
- Sendero Ecológico Mirador de La Torre.
- 5 de agosto, día de las cometas en la represa Riogrande II.